# Мейфилд (тауншип, Миннесота)
Мейфилд (англ. Mayfield) — тауншип в округе Пеннингтон, Миннесота, США. На 2000 год его население составило 76 человек.

## География
По данным Бюро переписи населения США площадь тауншипа составляет 59,1 км², из которых 59,1 км² занимает суша, водоёмов нет.

## Демография
По данным переписи населения 2000 года здесь находились 76 человек, 27 домохозяйств и 22 семьи. Плотность населения —  1,3 чел./км². На территории тауншипа расположено 35 построек со средней плотностью 0,6 построек на один квадратный километр. Расовый состав населения: 100,00 % белых.
Из 27 домохозяйств в 37,0 % воспитывались дети до 18 лет, в 66,7 % проживали супружеские пары, в 3,7 % проживали незамужние женщины и в 18,5 % домохозяйств проживали несемейные люди. 14,8 % домохозяйств состояли из одного человека, при том 11,1 % из — одиноких пожилых людей старше 65 лет. Средний размер домохозяйства — 2,81, а семьи — 3,14 человека.
25,0 % населения — младше 18 лет, 14,5 % — в возрасте от 18 до 24 лет, 18,4 % — от 25 до 44, 26,3 % — от 45 до 64, и 15,8 % — старше 65 лет. Средний возраст — 43 года. На каждые 100 женщин приходилось 105,4 мужчин. На каждые 100 женщин старше 18 приходилось 119,2 мужчин.
Средний годовой доход домохозяйства составлял 36 250 долларов, а средний годовой доход семьи —  40 000 долларов. Средний доход мужчин —  33 125  долларов, в то время как у женщин — 0. Доход на душу населения составил 11 743 доллара. За чертой бедности находились 20,0 % семей и 20,6 % всего населения тауншипа, из которых 21,4 % младше 18 и 57,1 % старше 65 лет.